# مسلمو أندرا
مسلمو أندرا هو اسم يُطلق على المسلمين القادمين من ولاية أندرا براديش، بالهند. يمتلك مسلمو ولاية أندرا تقاليد وثقافة مختلفة عن بقية العالم الإسلامي والثقافة الأوسع للمنطقة التي يعيشون فيها.

## السكان
وفقًا لتعداد عام 2001، يبلغ عدد سكان ولاية أندرا براديش حوالي 7 ملايين مسلم يشكلون حوالي 9% من سكان الولاية.

## طالع أيضًا
- الأردية البنغالية
- الأردية الحيدر الآبادية [الإنجليزية]